# Vic Elford
Victor Henry Elford (Londres, 10 de junho de 1935 – 13 de março de 2022) foi um automobilista britânico nascido na Inglaterra.

## Carreira
.

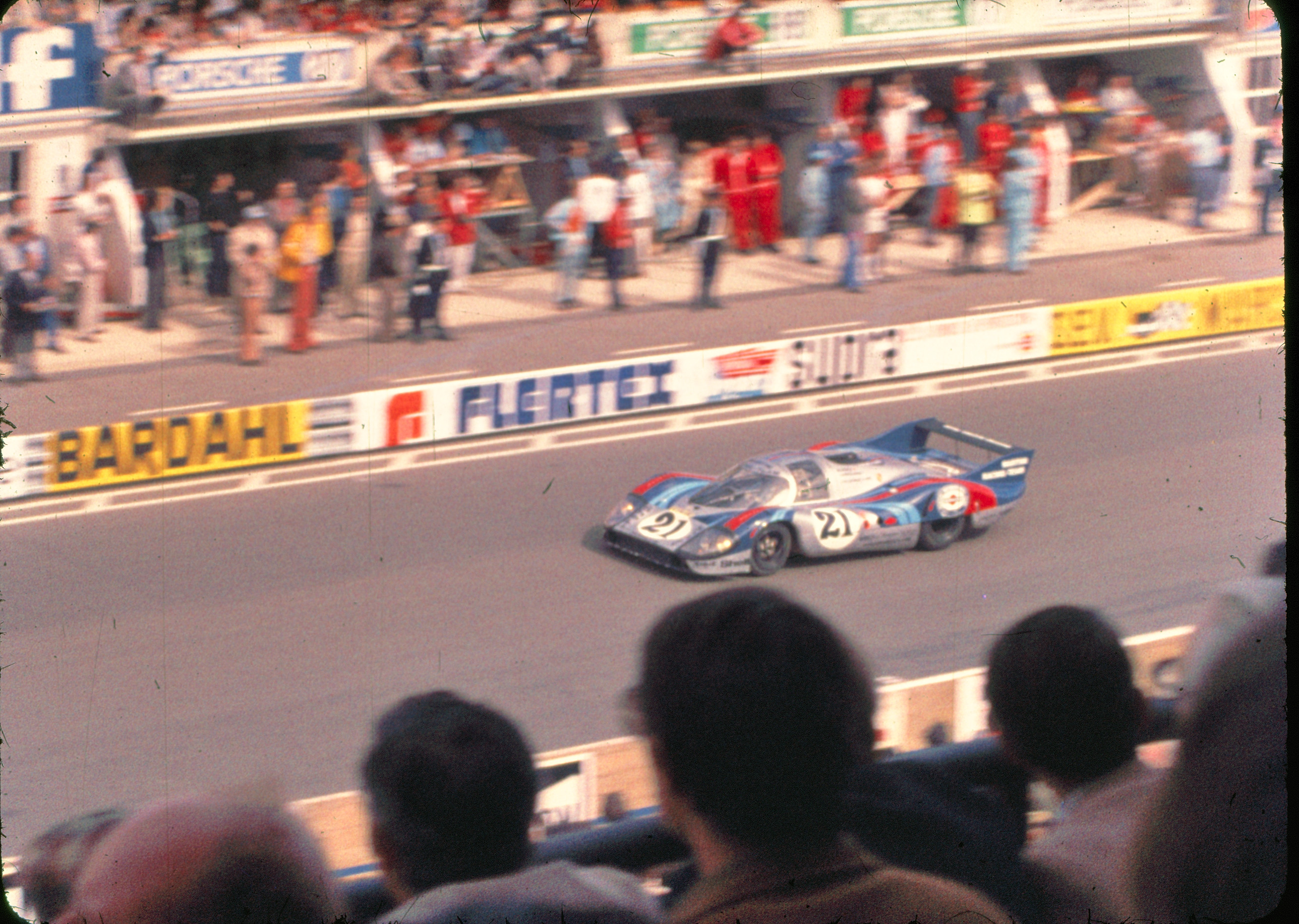
Carro de Elford nas 24 Horas de Le Mans de 1971

Elford participou de 13 Grandes Prêmios de Fórmula 1 entre 1968 e 1971, tendo como melhor resultado o quarto lugar na sua estreia, no Grande Prêmio da França, em 1968.